# Tenis de mesa en los XXI Juegos Centroamericanos y del Caribe
Se detallan los resultados de las competiciones deportivas para la especialidad de Tenis de mesa
en los XXI Juegos Centroamericanos y del Caribe.

## Tenis de mesa
El campeón de la especialidad Tenis de mesa fue  República Dominicana.

### Medallero competitivo.
Los resultados del medallero por información de la Organización de los Juegos Mayagüez 2010
fueron:

#### Medallero Total
País anfitrión en negrilla. La tabla se encuentra ordenada por la cantidad de medallas de oro.
| Núm.  | País                 | Oro | Plata | Bronce | Total | Orden por Total |
| ----- | -------------------- | --- | ----- | ------ | ----- | --------------- |
| 1     | República Dominicana | 4   | 3     | 1      | 8     | 1               |
| 2     | Venezuela            | 1   | 2     | 4      | 7     | 2               |
| 3     | México               | 1   | 2     | 2      | 5     | 3               |
| 4     | Colombia             | 1   | 0     | 2      | 3     | 4               |
| 5     | El Salvador          | 0   | 0     | 2      | 2     | 5               |
| 6     | Guatemala            | 0   | 0     | 1      | 1     | 6               |
| 6     | Honduras             | 0   | 0     | 1      | 1     | 6               |
| 6     | Puerto Rico          | 0   | 0     | 1      | 1     | 6               |
| TOTAL | TOTAL                | 7   | 7     | 14     | 28    |                 |

Fuente: Organización de los XXI Juegos Centroamericanos y del Caribe

#### Medallero por Género
País anfitrión en negrilla. La tabla se encuentra ordenada por la cantidad de medallas de oro.
| Clasificación por Oro | País                 | Hombres | Hombres | Hombres | Hombres | Mujeres | Mujeres | Mujeres | Mujeres | Mixtos | Mixtos | Mixtos | Mixtos | TOTAL | Clasificación por Total |
| Clasificación por Oro | País                 |         |         |         | Total   |         |         |         | Total   |        |        |        | Total  | TOTAL | Clasificación por Total |
| 1                     | República Dominicana | 2       | 2       | 0       | 4       | 1       | 1       | 1       | 3       | 1      | 0      | 0      | 1      | 8     | 1                       |
| 2                     | Venezuela            | 0       | 1       | 1       | 2       | 1       | 1       | 1       | 3       | 0      | 0      | 2      | 2      | 7     | 2                       |
| 3                     | México               | 1       | 0       | 2       | 3       | 0       | 1       | 0       | 1       | 0      | 1      | 0      | 1      | 5     | 3                       |
| 4                     | Colombia             | 0       | 0       | 1       | 1       | 1       | 0       | 1       | 2       | 0      | 0      | 0      | 0      | 3     | 4                       |
| 5                     | El Salvador          | 0       | 0       | 0       | 0       | 0       | 0       | 2       | 2       | 0      | 0      | 0      | 0      | 2     | 5                       |
| 6                     | Guatemala            | 0       | 0       | 1       | 1       | 0       | 0       | 0       | 0       | 0      | 0      | 0      | 0      | 1     | 6                       |
| 6                     | Honduras             | 0       | 0       | 0       | 0       | 0       | 0       | 1       | 1       | 0      | 0      | 0      | 0      | 1     | 6                       |
| 6                     | Puerto Rico          | 0       | 0       | 1       | 1       | 0       | 0       | 0       | 0       | 0      | 0      | 0      | 0      | 1     | 6                       |
| TOTAL                 | TOTAL                | 3       | 3       | 6       | 12      | 3       | 3       | 6       | 12      | 1      | 1      | 2      | 4      | 28    |                         |

Fuente: Organización de los XXI Juegos Centroamericanos y del Caribe

### Múltiples Ganadores
El tablero de multimedallas para la de los XXI Juegos Centroamericanos y del Caribe Mayagüez 2010 
presenta a los deportistas destacados que conquistaron más de una medalla en las competiciones de Tenis de mesa realizadas en Mayagüez, Puerto Rico.
Fuente: 
Organización de los XXI Juegos Centroamericanos y del Caribe Mayagüez 2010. 
| Clasificación del País | Clasificación del Total | Deportista      | País                 | Disciplina    |   |   |   | Total |
| 1                      | 24                      | Ju Lin          | República Dominicana | Tenis de mesa | 3 | 1 | 0 | 4     |
| 2                      | 69                      | Xue Wu          | República Dominicana | Tenis de mesa | 2 | 1 | 1 | 4     |
| 3                      | 95                      | Juan Vila       | República Dominicana | Tenis de mesa | 2 | 0 | 0 | 2     |
| 4                      | 153                     | Fabiola Ramos   | Venezuela            | Tenis de mesa | 1 | 1 | 2 | 4     |
| 5                      | 156                     | Marcos Madrid   | México               | Tenis de mesa | 1 | 1 | 1 | 3     |
| 6                      | 174                     | Ruaida Ezzedine | Venezuela            | Tenis de mesa | 1 | 1 | 0 | 2     |
| 6                      | 174                     | Emil Santos     | República Dominicana | Tenis de mesa | 1 | 1 | 0 | 2     |
| 9                      | 226                     | Natalia Bedoya  | Colombia             | Tenis de mesa | 1 | 0 | 1 | 2     |
| 9                      | 226                     | Paula Medina    | Colombia             | Tenis de mesa | 1 | 0 | 1 | 2     |